# Малгаши
Малгаши или Малгашани (фр. Malgache, малг. Foko Malagasy) су аустронезијски народ сродан Малајцима, чија је матична земља острво Мадагаскар. Воде порекло од аустронежанских морепловаца са подручја данашњег Борнеа, који су се на обалу Мадагаскара искрцали између трећег и десетог века. Малгаша има укупно око 20 милиона, од тога највише на Мадагаскару. Малгашких заједница има и у Перуу, Француској и САД. Малгаши говоре малгашким језиком, који спада у аустронезијску породицу језика, а међу њима је заступљен и француски језик због некадашње француске колонијалне власти.
У антрополошком погледу представљају мешавину монголоидних и негроидних особина, због некадашњег мешања досељених Банту црнаца и аустронежанских домородаца, што је довело до стварања данашњих Малгаша.

## Генетика
Према резултатима недавно спроведене генетске студије Малгашани имају мешано афричко и азијско порекло. Три малгашке популације (Теморо, Везо и Микеа) поседују око 70% афричког и 30% азијског порекла.
Азијски преци данашњих Малгашана, су, према овој студији највероватније аустронежански морепловци са подручја југоисточног Борнеа, претежно Дајаци и Банџарци (који су мешаног малајског и дајачког порекла).

## Племена
Малгашки народ се дели на племена, која се могу сврстати у две основне скупине горска и приморска племена:
- Горска племена:
  - Мерина
  - Бецилеу
- Приморска племена:
  - Антанкарана
  - Антануси
  - Антемуру
  - Антендруи
  - Антесака
  - Бецимисарака
  - Махафали
  - Сакалава
  - Цимихети
- Прелазна племена:
  - Бара
  - Микеа
  - Сиханака
  - Танала

## Језик и његови дијалекти
Малгашки језик спада у аустронезијску породицу језика и њиме говори око 25 милиона људи. Он је највише сродан језицима Борнеа, нарочито маањанском језику, језику дајачког племена Маањан. Подељен је на следеће дијалекте:
- Западни дијалекти:
  - Антанкарана (156.000)
  - Бара (724.000)
  - Масикоро (550.000)
  - Сакалава (1.210.000)
  - Тандрој-Махафали (1.300.000)
  - Цимихети (1.615.000)
- Источни дијалекти:
  - Северни бецимисарака (1.270.000)
  - Јужни бецимисарака (2.000.000)
  - Централни (10.893.000)
  - Таноси (639.000)
  - Тесака (1.130.000)

## Религија
Малгаши су по вероисповести већином анимисти и представљају 51% Малгашана. Хришћани чине 41% становништва и подељени су на протестанте и католике (протестанти 22%, католици 19%). На северу државе постоји мала муслиманска (сунитска) заједница са око 4% припадника. Остатак чине хиндуисти, атеисти и неизјашњени.

## Дијаспора
Постоји малгашка заједница која живи у Француској и броји око 2.000 људи. Афро-перувијци малгашког порекла броје око 7.000 припадника, док око 300 Малгаша живи у САД. Неки познати људи рођени у САД-у имају деоно или у потпуности малгашко порекло.